# André Sorin
André Sorin MSC (ur. 7 czerwca 1903 w Les Sables d'Olonne, zm. 19 kwietnia 1959) – francuski duchowny rzymskokatolicki, misjonarz Najświętszego Serca Jezusowego, biskup, wikariusz apostolski Port Moresby.

## Biografia
André Sorin urodził się 7 czerwca 1903 w Les Sables d'Olonne we Francji. Początkowo zamierzał zostać kapłanem diecezjalnym, ale w trakcie studiów dołączył do misjonarzy Najświętszego Serca Jezusowego i w 1925 złożył śluby zakonne. 4 sierpnia 1929 otrzymał święcenia prezbiteriatu i został kapłanem swojego zgromadzenia. W 1931 wyjechał na misje na Nową Gwineę.
13 czerwca 1946 papież Pius XII mianował go wikariuszem apostolskim Port Moresby, biskupem tytularnym Antiphrae oraz administratorem apostolskim prefektury apostolskiej Samarai (którą tego samego dnia wydzielono z wikariatu apostolskiego Port Moresby). 24 sierpnia 1946 przyjął sakrę biskupią z rąk delegata apostolskiego Australazji abpa Giovanniego Panico. Współkonsekratorami byli biskup Darwin Francis-Xavier Gsell MSC oraz emerytowany wikariusz apostolski Rabaulu Gerard Vesters MSC.
18 maja 1951 wraz z mianowaniem prefekta apostolskiego w Samarai bp Sorin przestał administrować tą prefekturą.
Podczas jego pontyfikatu nastąpił dalszy rozwój szkolnictwa katolickiego oraz misji. Za jego biskupstwa misje katolickie objęły w całości Papuę. Wprowadzał lokalną muzykę i sztukę w życie Kościoła. Dokończył projekt swojego poprzednika bpa Alaina Guynota de Boismenu i w 1947, za osobistą zgodą Piusa XII, utworzył Ruch Misjonarzy Świeckich (The Missionary Laymen's Movement), skupiający mieszkające w Papui osoby świeckie z Europy i Australii, które żyjąc w rodzinach i pracując w zawodach świeckich świadczyły o Chrystusie oraz pomagały Kościołowi w ewangelizacji oraz w dziełach charytatywnych.
Zmarł 19 kwietnia 1959 i pochowany został na wyspie Yule, która była jego siedzibą.